# Centemopsis clausii
Centemopsis clausii är en amarantväxtart som beskrevs av Schinz. Centemopsis clausii ingår i släktet Centemopsis och familjen amarantväxter. Inga underarter finns listade i Catalogue of Life.